# Bińcze (stacja kolejowa)
Bińcze – stacja kolejowa w miejscowości Bińcze w Polsce, w województwie pomorskim, w powiecie człuchowskim, w gminie Czarne.

## Ruch pasażerski
| Rok  | Wymiana pasażerska na dobę |
| ---- | -------------------------- |
| 2017 | 0-9                        |
| 2022 | 10-19                      |